# Lamprolopha melanephra
Lamprolopha melanephra är en fjärilsart som beskrevs av George Francis Hampson 1914. Lamprolopha melanephra ingår i släktet Lamprolopha och familjen nattflyn. Inga underarter finns listade i Catalogue of Life.